# Zlom Newport–Inglewood

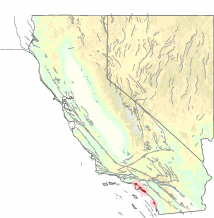
The Newport–Inglewood-Rose Canyon Fault Zone

Zlom Newport–Inglewood je horizontální pravostranný zlom v jižní Kalifornii. Délka zlomu je 76 km (47 mi) a sahá od Culver City jihovýchodně přes Inglewood a další pobřežní komunity až k Newport Beach, odkud pokračuje do Tichého oceánu, kde je znám jako zlom Rose Canyon. Zlom se ročně pohne přibližně o 0,6 mm (0,024 in) a přepokládá se, že na něm mohou vzniknout zemětřesení o síle 6 - 7,4 Mw. Studie z roku 2017 došla k závěru, že tento zlom spolu se zlomem Rose Canyon mohou způsobit zemětřesení o síle 7,3 nebo 7,4 Mw.
Zlom je součástí rozsáhlého systému kolem zlomu San Andreas, který tvoří předěl mezi severoamerickou a pacifickou tektonickou deskou.
V červnu roku 2015 objevil profesor Jim Boles z University of California at Santa Barbara přirozené úniky helia-3 z ropných studní hlubokých až 2,9 km (1,8 mi) podél 48 km (30 mi) dlouhého úseku od Los Angeles Westside až po Newport Beach, což ho vedlo k závěru, že zlom sahá hlouběji, než se předpokládalo, ačkoli toho zjištění nemusí nutně mít vliv na předpovědi budoucích zemětřesení.

## Zemětřesení
Zlom byl poprvé identifikován po zemětřesení o síle 4,9 Mw, které udeřilo poblíž Inglewood 21. června roku 1920. Jelikož v té době měla většina budov v jižní Kalifornii jen minimální nebo žádnou odolnost vůči otřesům, způsobilo zemětřesení značné materiální škody v Inglewood a širokém okolí. O téměř 13 let později, přesně 13. března roku 1933, se situace opakovala při zemětřesení Long Beach o síle 6,4 Mw, při němž zahynulo 115 - 120 lidí. Jednalo se o druhé nejničivější zemětřesení v historii Kalifornie po zemětřesení z roku 1906 v San Franciscu.